# Bulbophyllum clavatum
Bulbophyllum clavatum là một loài phong lan thuộc chi Bulbophyllum.